# 9567 Surgut
9567 Surgut (1987 US4) là một tiểu hành tinh vành đai chính được phát hiện ngày 22 tháng 10 năm 1987 bởi L. V. Zhuravleva ở Đài vật lý thiên văn Crimean.